# أحمد الحبشي
أحمد الحبشي هو طيار مصري (1940 - 31 أكتوبر 1999) وقائد الطائرة بوينغ 767-300 التابعة لشركة مصر للطيران رقم الرحلة 990، التي تحطمت قبالة ساحل ماساتشوستس الأميركية بعد نحو ساعة من إقلاعها.

## الكارثة
في 31 أكتوبر 1999 قتل 217 شخصا في تحطم بوينغ 767-300 تابعة لشركة مصر للطيران رقم الرحلة 990، قبالة ساحل ماساتشوستس الأميركية بعد نحو ساعة من إقلاعها. ولم ينج في الحادث أي من الركاب وكان الحبشي من بينهم.